# 泰尔努瓦泰市镇
泰尔努瓦泰镇级市镇（烏克蘭語：Тернуватська селищна громада），是乌克兰扎波羅熱州扎波羅熱區的一个市镇，行政中心为泰爾努瓦泰。市镇面积为257.0平方公里，人口数量为3,573人（2020年）。

## 居民点
该市镇包括一个镇（泰爾努瓦泰）和15个村庄：
- 巴爾維尼夫卡
- 博伊科韋
- 瓦西里科韦
- 丹尼利夫卡
- 扎里奇内
- 濟爾尼察
- 佐里夫卡
- 科西夫采韋
- 利斯内
- 柳比茨凱
- 米里夫卡
- 普里多羅日涅
- 里茲德維揚卡
- 薩米利夫卡
- 斯維特拉多利納